# Селвино
Селвѝно (на италиански: Selvino; на ломбардски: Selvì, Селви) е село и община в Северна Италия, провинция Бергамо, регион Ломбардия. Разположено е на 982 m надморска височина. Населението на общината е 2038 души (към 2017 г.).